# Sieradowo (Białoruś)
Sieradowo (biał. Сярадава; ros. Серадово) – wieś na Białorusi, w obwodzie brzeskim, w rejonie iwacewickim, w sielsowiecie Żytlin, pomiędzy linią kolejową Baranowicze – Brześć a drogą magistralną M1.
W dwudziestoleciu międzywojennym leżało w Polsce, w województwie poleskim, w powiecie kosowskim/iwacewickim, w gminie Kosów Poleski. Po II wojnie światowej w granicach Związku Sowieckiego. Od 1991 w niepodległej Białorusi.